# Bizunesh Urgesa
Bizunesh Urgesa (ur. 18 czerwca 1989 w Negele Arsi) – etiopska lekkoatletka specjalizująca się w biegach średnich i długich.
Podczas mistrzostw świata juniorów młodszych w 2005 roku zdobyła brązowy medal w biegu na 1500 metrów, a kilka tygodni później zdobyła na tym dystansie wicemistrzostwo Afryki w kategorii juniorów. Dwa lata później była druga w biegu na 3000 metrów oraz czwarta na dystansie 5000 metrów na mistrzostwach Afryki juniorów. W 2008 wywalczyła wicemistrzostwo świata juniorów w biegu na 3000 metrów. Medalistka mistrzostw Etiopii.
Rekordy życiowe: bieg na 1500 m – 4:16,06 (27 maja 2007, Brazzaville); bieg na 3000 m – 8:53,14 (14 czerwca 2008, Rabat). 

## Osiągnięcia
| Rok  | Impreza                               | Miejsce   | Konkurencja           | Lokata      | Wynik    |
| ---- | ------------------------------------- | --------- | --------------------- | ----------- | -------- |
| 2005 | Mistrzostwa świata juniorów młodszych | Marrakesz | bieg na 1500 m        | 3. miejsce  | 4:19,24  |
| 2005 | Mistrzostwa Afryki juniorów           | Radis     | bieg na 800 m         | 5. miejsce  | 2:08,69  |
| 2005 | Mistrzostwa Afryki juniorów           | Radis     | bieg na 1500 m        | 2. miejsce  | 4:20,70  |
| 2007 | Mistrzostwa świata w biegu na przełaj | Mombasa   | bieg juniorek na 6 km | 14. miejsce | 21:56    |
| 2007 | Mistrzostwa świata w biegu na przełaj | Mombasa   | drużyna juniorek      | 3. miejsce  |          |
| 2007 | Mistrzostwa Afryki juniorów           | Wagadugu  | bieg na 3000 m        | 2. miejsce  | 9:12,10  |
| 2007 | Mistrzostwa Afryki juniorów           | Wagadugu  | bieg na 5000 m        | 4. miejsce  | 16:15,10 |
| 2007 | Światowy finał lekkoatletyczny IAAF   | Stuttgart | bieg na 3000 m        | 9. miejsce  | 9:18,52  |
| 2008 | Mistrzostwa świata juniorów           | Bydgoszcz | bieg na 3000 m        | 2. miejsce  | 8:58,90  |